# Asarum senkakuinsulare
Asarum senkakuinsulare là một loài thực vật có hoa trong họ Aristolochiaceae. Loài này được Hatus. mô tả khoa học đầu tiên năm 1976.